# Dietrich III. von Limburg
Dietrich III. von Limburg (* ca. 1275; † 9. August 1364) war ein deutscher Adliger, durch Abstammung und Erbe regierender Graf von Limburg.

## Abstammung
Dietrich war ein Sohn von Graf Eberhard I. von Isenberg-Limburg und Agnes, möglicherweise Tochter des Herzogs Walram V. von Limburg.

## Ehen und Nachkommen
⚭ (I) N. (+ um 1306)
- Eberhard (* um 1300; † 1342)
- Dietrich
- Johann
- Agnes

⚭ (II) um 1307 mit Irmgard von Greiffenstein († 1324), Witwe des Kölner Bürgers Hildeger Heinrich Birkelin, Tochter des Ritters Kraft von Greifenstein.
- Jutta, um 1338 Äbtissin im Stift Herdecke
- Elisabeth, († 2. April 1358)
- Heinrich, († um 1324)
- Cracht (Kraft), († um 1350)
- Irmgard, Nonne in Essen
- Adelheid
- Johanna

⚭ (II) vor 1339 mit Elisabet von Strünkede